# Viva Vox
Viva Vox (на сръбски: Вива Вокс) е сръбски акапелен хор. Основан е в град Земун, окръг Град Белград през 2003 г.
Хорът става популярен през 2011 г., когато изпълнява кавър на песента Du Hast на германската група „Рамщайн“, като след качването на запис в youtube изпълнението е изгледано над 1 милион пъти.
На 1 декември 2011 г. Viva Vox напълно разпродават билетите за концерта си в Сава Център(многофункционална зала в Белград с близо 4000 седящи места). През същата година членовете на групата записват тематичната песен на предаването „Утисци“, водено от Оље Бећковић, по сръбската телевизия Б92.

## История на хора
Хорът Viva Vox е създаден благодарение на Жасмина Лорин (на сръбски: Jasmina Lorin), дирегент на хора към Земунската гимназия в продължение на 14 години. През 2003 г. членовете на хора последват Жасмина и се присъединяват към културно-артистичното дружество „Бранко Радичевич“. На 9 май 2005 г. се регистрират като самостоятелен хор под сегашното си име Viva Vox.
В началото Viva Vox са просто обикновен, млад хор, който изпълнява класическа, ренесансова и народна музика от композитори като Моцарт, Хендел и Орландо ди Ласо, както и от някои сръбски композитори от 19 век като Сефан Мокранжич, Александър Въжич, Вожислав Симич и други. През 2008 г. започват да пишат и изпълняват собствени аранжименти на известни песни на популярни групи, като Queen и ABBA. През 2009 г. добавят към своето изпълнение и бийтбокс
През 2010 г. привличат вниманието на медиите към себе си с участието си във фестивала Supernatural, на 31 май 2011 г. продължават с концертите си в младежкия център в Белград
Заснемат изпълнението си на песента Du hast на германската група Rammstein, като след чатването му в youtube записът е изгледан над 1 милион пъти от хора от Сърбия, Австрия, Франция, Южна Африка, Мексико.
Благодарение на този запис хорът придобива голяма популярност На 1 декември 2011 г. Viva Vox изнасят концерт в Сава Център пред около 4000 души.
В края на 2011 г. Viva Vox влизат в студио, за да запишат своя първи студиен албум.

## Известни кавъри
Част от най-известните кавъри, правени от Viva Vox, са:
- „Bohemian Rhapsody“ на групата Queen,
- „Mamma Mia“ на ABBA,
- „Billie Jean“ на Майкъл Джексън,
- „Africa“ на групата Тото, „Tears in Heaven“ на Ерик Клептън,
- „The Circle of Life“ на Елтън Джон,
- „Ameno“ на групата Ера и много други.[9]

Правят кавър и на песента „Утисци“ на групата „Козметика“, която през 2011 г. е използвана за откриваща песен за предаването „Утисак недеље“ с водеща Олга Бекович по телевизия Б92.

## Членове
| Име                     | Роля и глас                |
| ----------------------- | -------------------------- |
| Јасмина Лорин           | Диригент                   |
| Никола Андрић           | Бас                        |
| Бранка Бајсерт          | Алт                        |
| Мирјана Бајсерт         | Алт                        |
| Борис Балуновић         | Тенор, бийтбоксър, аранжор |
| Растко Балуновић        | Баритон                    |
| Милена Благојевић       | Сопрано                    |
| Ива Босотина            | Алт                        |
| Милош Ботић             | Баритон                    |
| Анка Војнић             | Сопрано                    |
| Милица Дамњановић       | Сопрано                    |
| Наталија Милошевић      | Сопрано                    |
| Марко Живковић          | Тенор                      |
| Слободан Милошевић      | Баритон                    |
| Тихомир Јованић         | Баритон, битбоксър         |
| Марко Катана            | Тенор, аранжор             |
| Маја Васић              | Алт                        |
| Милица Лукић            | Сопрано, аранжор           |
| Сања Мацура             | Алт                        |
| Марина Миличић          | Сопрано                    |
| Срђан Младеновић        | Тенор                      |
| Драгана Ненадовић       | Алт                        |
| Марија Павловић         | Сопрано                    |
| Невена Павловић         | Сопрано                    |
| Зорана Петровић         | Сопрано                    |
| Дејан Покрајац          | Тенор                      |
| Иван Пропадовић         | Бас                        |
| Стефан Пуђа             | Бас                        |
| Немања Радојковић       | Бас                        |
| Владимир Лалић          | Тенор                      |
| Ирина Симовић           | Сопрано                    |
| Андрија Николетић       | Бас                        |
| Никола Петровић         | Тенор                      |
| Гордана Сучевић         | Сопрано                    |
| Сара Филиповић          | Сопрано                    |
| Ивана Фостиков          | Алт                        |
| Александар Димитријевић | Тенор                      |
| Марко Чапљић            | Тенор                      |
| Ана Чобреновић          | Алт                        |